# Elicopter radiocomandat

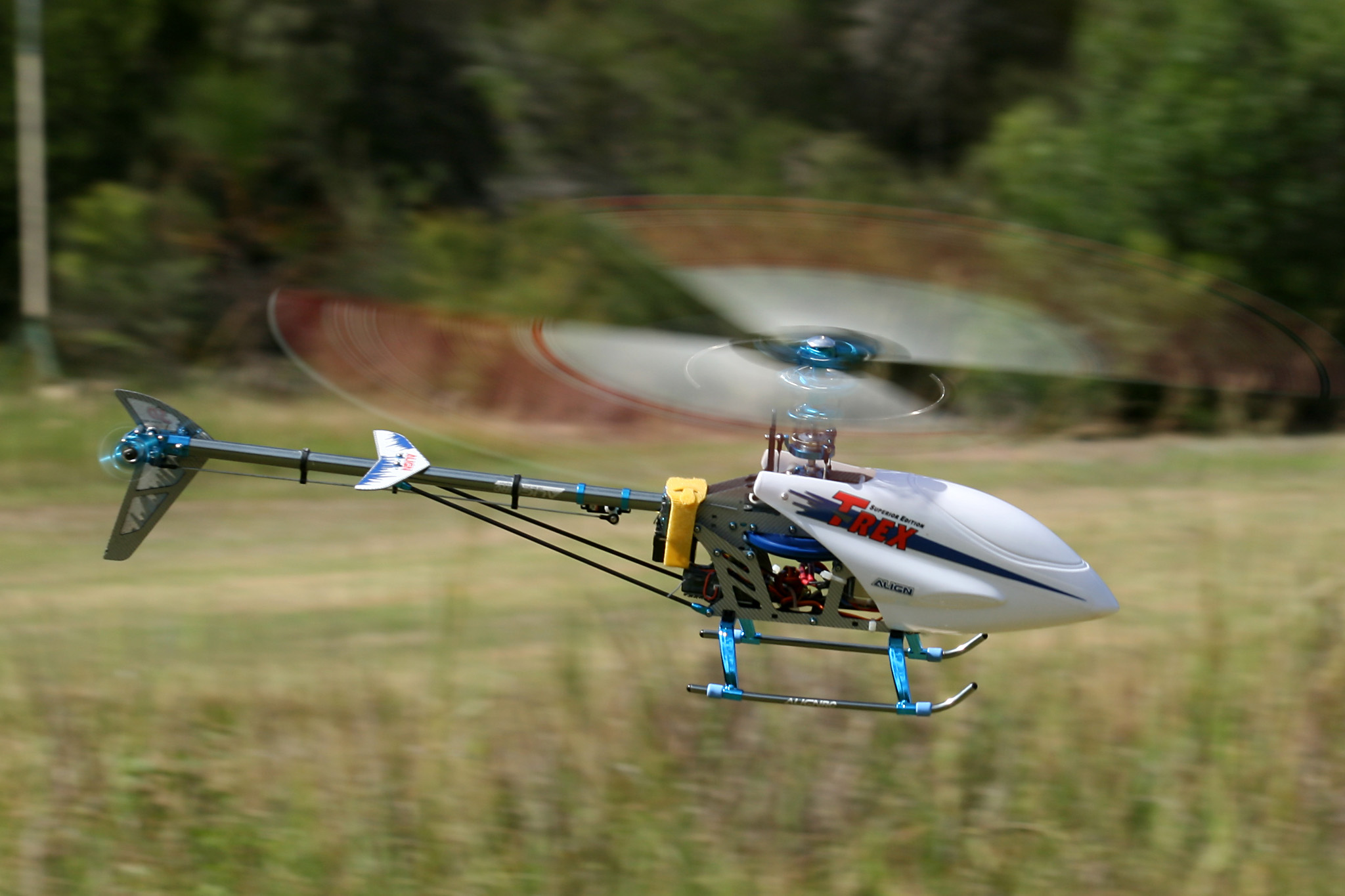
Electric-powered Align T-rex 450SE

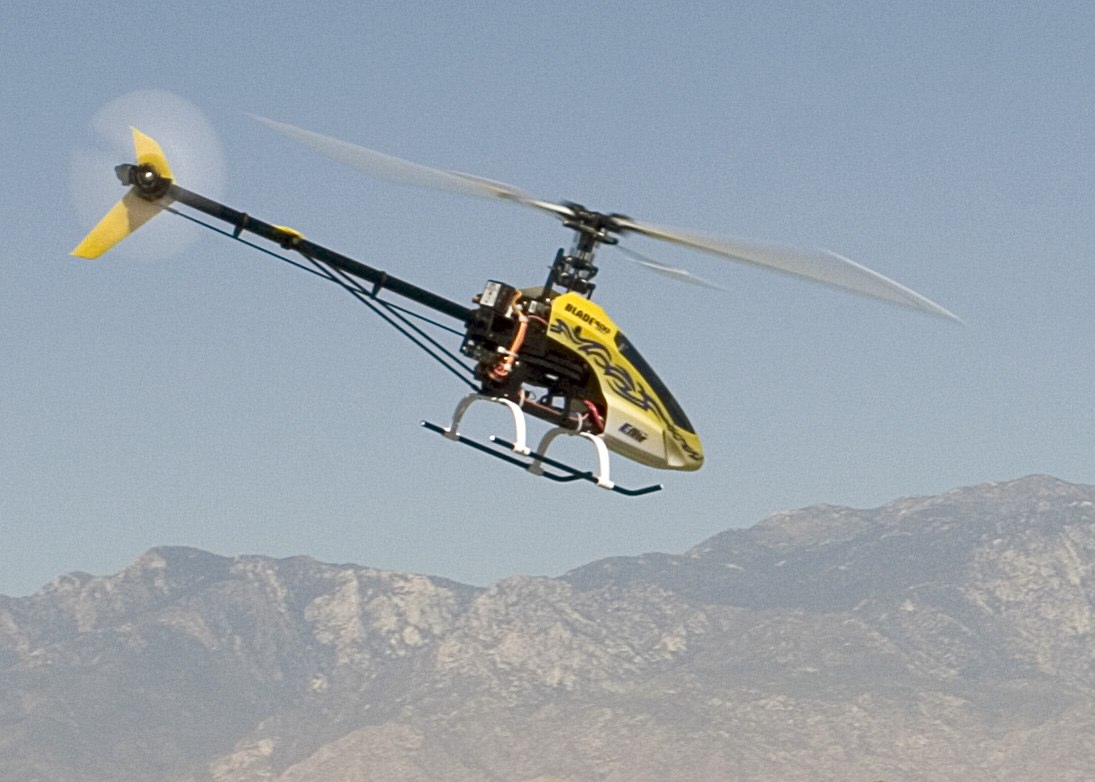
Electric-powered E-flite Blade 400 3D

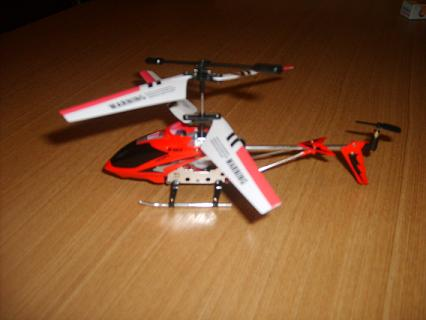
Electric-powered Syma S107

Elicopterul radiocomandat sau telecomandat este un elicopter, de obicei la scară redusă, dirijat de la distanță printr-un dispozitiv de radiocomandă. Poate avea motor cu ardere internă sau motor electric. Elicopterul radiocomandat poate fi unul miniaturizat sau neminiaturizat.